# Nebrarctia semiramis
Nebrarctia semiramis là một loài bướm đêm thuộc phân họ Arctiinae, họ Erebidae.